# Black, Alabama
Black är en kommun (town) i Geneva County i Alabama. Vid 2010 års folkräkning hade Black 207 invånare.